# فریتس دنرلین
فریتس دنرلین (ایتالیایی: Fritz Dennerlein؛ ۱۴ مارس ۱۹۳۶ – ۳ اکتبر ۱۹۹۲) شناگر و بازیکن واترپلو اهل ایتالیا بود.
وی در مسابقات کشوری و بین‌المللی در مجموع برندهٔ ۹ مدال طلا، ۴ مدال نقره، ۳ مدال برنز شده‌است.